# Epiglotis
L'epiglotis o popularment el vedat, és una part de la supraglotis que està constituïda pel cartílag del mateix nom (epiglotis) i la mucosa que el recobreix. Tapa l'orifici de la glotis en el moment de la deglució. És una mena de vàlvula que cobreix l'entrada de la laringe i que es mou amunt i avall per impedir que els aliments entrin a la tràquea en empassar-se'ls.
Com a estructura, és un cartílag laringi ample, en forma de fulla, que està unit a la superfície mitjana del cartílag tiroide i es projecta cap a la llengua. Apareix en els mamífers juntament amb el cartílag tiroide per fer possible la separació completa entre vies aèries i digestives.
Durant la respiració el vel del paladar realitza un descens, facilitant el lliure pas de l'aire cap a la faringe, la laringe i la tràquea; en aquesta acció l'epiglotis es manté aixecada.
El tancament de la laringe succeeix quan s'abaixa l'epiglotis durant la deglució, per evitar que l'aliment obstrueixi la laringe. Ocasionalment, quan es menja molt ràpid, els aliments sòlids o els líquids poden entrar a la laringe abans del tancament de l'epiglotis i això pot provocar una resposta de protecció com tossir.